# Барченков, Даниил Гаврилович
Дании́л Гаври́лович Ба́рченков (4 [17] декабря 1917 — 30 мая 1950) — советский лётчик-истребитель, участник Великой Отечественной войны, командир эскадрильи 897-го истребительного авиационного полка 288-й истребительной авиационной дивизии 17-й воздушной армии 3-го Украинского фронта, майор.
Герой Советского Союза (29.06.1945), подполковник (1950).

## Биография
Родился 4 (17) декабря 1917 года в деревне Голошевка Могилёвской губернии. Русский. В 1935 году окончил 7 классов школы в селе Круглое Руднянского района, в 1936 году — железнодорожную школу ФЗУ. В 1936—1938 годах работал столяром на Смоленской мебельной фабрике. В 1938 году окончил Смоленский аэроклуб.
В Красной Армии с ноября 1938 года. В 1940 году окончил Одесскую военную авиационную школу лётчиков. До 1942 года служил в строевых частях ВВС (на Дальнем Востоке). В 1943 году окончил Полтавские курсы усовершенствования штурманов ВВС (город Соль-Илецк Оренбургской области).
Участник Великой Отечественной войны: с августа 1943 года по май 1945 года — лётчик, заместитель командира — штурман авиаэскадрильи, командир авиаэскадрильи 897-го истребительного авиационного полка. Воевал на Юго-Западном и 3-м Украинском фронтах. Участвовал в Курской битве, освобождении Левобережной и Правобережной Украины, Румынии, Болгарии, Югославии, Венгрии и Австрии. Совершил 306 боевых вылетов на истребителях Як-1, Як-7, Як-9 и Як-3, в 52 воздушных боях лично сбил 21 (по другим данным — 19) самолётов противника.
За мужество и героизм, проявленные в боях, Указом Президиума Верховного Совета СССР от 26 июня 1945 года майору Барченкову Даниилу Гавриловичу присвоено звание Героя Советского Союза с вручением ордена Ленина и медали «Золотая Звезда» (№ 6895).
После войны продолжал службу в строевых частях ВВС (в Южной группе войск в Румынии). В 1948 году окончил Липецкие высшие офицерские лётно-тактические курсы. Служил заместителем командира авиационного полка (в Белорусском военном округе).
Погиб в авиакатастрофе при исполнении служебных обязанностей 30 мая 1950 года.
Похоронен в Смоленске на кладбище «Клинок».

## Награды
- Медаль «Золотая Звезда» Героя Советского Союза (№ 6895, 29.06.1945)
- Орден Ленина (29.06.1945)
- Три ордена Красного Знамени (30.01.1944, 30.05.1944, 12.01.1945)
- Орден Александра Невского (20.09.1944)
- Орден Красной Звезды (20.09.1943)
- Медали, в том числе:
  - Медаль «За победу над Германией в Великой Отечественной войне 1941—1945 гг.»

## Память
- В Рудне в Сквере ветеранов установлена мемориальная доска.